# Nashtīfān
Nashtīfān (persiska: نشتيفان, Nīshtāfūn, Nīshāfūn, Nashtīqan) är en ort i Iran.   Den ligger i provinsen Khorasan, i den östra delen av landet, 800 km öster om huvudstaden Teheran. Nashtīfān ligger 873 meter över havet och antalet invånare är 6 547.
Terrängen runt Nashtīfān är platt åt sydost, men åt nordväst är den kuperad. Terrängen runt Nashtīfān sluttar söderut.Runt Nashtīfān är det glesbefolkat, med 13 invånare per kvadratkilometer. Närmaste större samhälle är Sangān, 8,4 km sydost om Nashtīfān. Trakten runt Nashtīfān är ofruktbar med lite eller ingen växtlighet.